# Cardcaptor Sakura
Cardcaptor Sakura (CCS) är en japansk manga/anime (Shoujo) från 1996, skriven och ritad av CLAMP; en (inom branschen) känd grupp kvinnliga japanska mangatecknare. Serien handlar om Sakura Kinomoto, en 10 -årig flicka som använder sina magiska krafter för att återta magiska kort som skapar problem. Mangan fick en uppföljare 2016 vid namnet Cardcaptor Sakura: Clear Card som fortsätter med Sakuras äventyr när hon går i högstadiet. Clear Card fick en anime-adaption i 2018.

## Handling
Cardcaptor Sakura handlar om den 10-åriga tjejen Sakura Kinomoto. I första avsnittet råkar hon öppna en bok med titeln "The Clowbook", vilken tillhörde en trollkarl vid namn Clow Reed, varpå en massa kort flyger ut ur den. Eftersom korten oftast skapar kaos där de uppträder måste Sakura fånga in dem igen. Hon följs åt av väktaren Keroberos, ett litet gult flygande djur, och några kamrater.
När hon fångar in ett kort får hon tillgång till kortets förmågor, som att till exempel hoppa högt. Det första kortet hon fångade var kortet "Windy"(vind). När hon öppnar boken dyker också Kero-chan (Keroberos i förklädd skepnad) upp, ett djur som liknar en gul mus med vingar. Han kan senare i serien förvandlas till en gul, bevingad 'tiger'.
Sakuras bästa vän heter Tomoyo Daidouji. Tomoyo syr dräkter till Sakura att ha när hon fångar Clowkort och filmar henne. De går på samma skola. Shaoran Li är en kille som också fångar clowkort. I början ogillar han Sakura mycket men efter ett tag blir han kär i henne. Han går också på samma skola som Sakura.

## Cardcaptor Sakura i svensk TV
Cardcaptor Sakura sändes på SVT:s Barnkanalen i översättning av Simon Lundström. Serien sändes i femtonminuters avsnitt med början i december 2004. TV-serien består annars av 30-minutersavsnitt, totalt 3 säsonger och 70 avsnitt.

## Långfilmer
Den japanska animationsstudion Madhouse producerade två långfilmer som uppföljare till TV-serien.
Den första, Cardcaptor Sakura: The Movie, släpptes 21 augusti 1999 och var 86 minuter lång.
Den andra, Cardcaptor Sakura Movie 2: The Sealed Card, släpptes 15 juli 2000 och var 79 minuter lång.

## Rollfigurer[4]
- Kinomoto, Sakura

Ögonfärg: Grön (på vissa bilder en turkosaktig grön).
Hårfärg: Ljusbrun.
Sakura är en glad och gullig tjej som går i fjärde klass vid seriens början. Hon bor i ett litet hus med sin pappa Fujitaka och sin storebror Toya som alltid kallar henne för monster, vilket hon brukar svara på genom att stampa på hans fot. Hon är bästa vän med Tomoyo Daidouji som också är hennes döda mamma Nadeshikos syssling, Tomoyos mamma är Sakuras mammas kusin. Sakura är medlem i skolans hejarklack och älskar gymnastik, men tycker inte så mycket om matematik. Hon är rädd för spöken, på grund av historier hennes storebror berättade för henne om att han kunde se spöken och blir lätt skrämd av spökhistorier.
Sakura är mycket gillad av sina klasskamrater, sin familj och sina clowkort. Det är svårt att tycka illa om henne och Shaoran blev kär i henne på grund av hennes generositet och rena hjärta, även Tomoyo är kär i henne. Men det är mycket mer uppenbart i mangan än i animen, där de enda indikatorerna för detta är att hon sa att hon älskade Sakura på ett annat sätt än det sätt Sakura älskade henne och små ledtrådar som kan läsas mellan raderna på det hon säger och gör.
I början av serien är Sakura förälskad i Yukito, men i slutet av den tredje säsongen säger Yukito att hon älskar honom på samma sätt som hon älskar sin far, men efter det gråter hon ändå mot Shaorans axel. I slutet av serien när Shaoran berättat om sina känslor för henne inser hon att hon älskar honom men får inte chans att säga det förrän i slutet av den andra filmen, "Cardcaptor Sakura the Movie II; The sealed card" (svensk version är ej utkommen). Sakura är japanska för körsbärsblomma.
- Li, Shaoran

Ögonfärg: Bruna (på vissa bilder bärnstensbruna).
Hårfärg: Brun.
Shaoran är utbytesstudent från Hongkong som kom till Sakuras klass i början av serien. Han är ganska kall mot Sakura och ser sig själv som den egentliga ägaren av clowkorten. Shaoran var i början av serien lite förälskad i Yukito, Toyas kompis men i den tredje säsongen avslöjar Yue att han egentligen bara är dragen till Yukitos krafter. I början visar han alltid hat och ogillande mot Sakura men allt eftersom han lär känna henne mer blir de kompanjoner, kompisar och sedan i slutet av den andra filmen flickvän och pojkvän. Shaoran bor i ett hus med sin betjänt Wei, och i mitten av den första säsongen dyker också Meilin upp och bor med honom. Meilin är Shaorans kusin och fästmö, och har själv inga magiska krafter som Shaoran, men är mycket bra på att slåss. Shaoran betyder liten varg, och hans riktiga kinesiska namn är Xiaolang.
I sista episoden säger Shaoran att han gillar Sakura, men hon svarar aldrig riktigt. Men i Cardcaptor Sakura the movie 2 går historien vidare och handlar en hel del om att Sakura blivit kär i Shaoran.
- Daidouji, Tomoyo

Ögonfärg: Lila el. ametistblå.
Hårfärg: Lila (manga), grålila el. blå (anime).
Tomoyo är Sakuras bästa vän och älskar att sy kostymer åt henne och videofilma hennes kortfångning. Tomoyo är en lugn och vänlig tjej som går i samma klass som Sakura och hennes favoritämne är musik. Tomoyo har en mycket vacker sångröst och är medlem i skolkören. Tomoyo bor i ett ganska stort hus med sin mamma Sonomi, de är ganska rika eftersom hon äger ett stort leksaksföretag. Det har givit stora fördelar för Sakuras uppdrag med bland annat walkie-talkier som hjälpmedel. Tomoyos pappa har aldrig nämnts i varken animen eller mangan. 
Tomoyo är förälskad i Sakura, men på grund av ett missförstånd sågs det i mangan också som att hon hade en förälskelse i Toya, vilket egentligen inte är sant. Tomoyo är japanska för världskunskap.
- Keroberos/Kero

Ögonfärg: Guld (i sin sanna lejonform).
Pälsfärg: Guld.
Kero, eller Keroberos som är hans egentliga namn, är solens och kortens väktare, en lejonliknande varelse med ljust guldfärgade vingar skapad av Clow Reed. Hans falska form är en mjukisdjursliknande lejonvarelse, som Sakura ofta bär med sig i en ficka eller väska för säkerhets skull. 
Kero älskar TV-spel och sötsaker och hans favoriträtt är brylépudding. Även om han inte behöver det så äter han mycket och ofta och Sakura tar ofta upp middag och efterrätt till honom att äta i hennes rum. Kero kan ibland vara lite trög men är annars ganska intelligent, men prioriterar mest bara mat, TV-spelsrekord, clowkorten och Sakura själv.
- Kinomoto, Toya

Ögonfärg: Gråblå (manga), brun (anime).
Hårfärg: Mörkbrun.
Toya är Sakuras storebror och kallar henne alltid för monster, vilket Sakura retar sig på. Han är egentligen mycket överbeskyddande mot henne och har enligt Yukito ett "sister-complex". Han tycker inte så mycket om Shaoran, varken för hans tidiga hat och senare kärlek för Sakura, och kallar honom ofta för idiot. Han är även mycket misstänksam mot Kero och vet om Sakuras hemlighet. Han är även bästa kompis med Yukito. Han är mycket populär i skolan och är medlem i fotbollslaget med Yukito. Flera tjejer tycker om honom och ser honom som väldigt snygg men han nekar alla deras inbjudningar. Toya har även en förmåga att kunna se spöken, och när han var väldigt liten skrämde han Sakura genom att berätta att han såg deras döda mammas spöke.
Toya är japanska för persikoblomma.
- Tsukishiro, Yukito/Yue

Ögonfärg: Grå (Yukito), elektriskt blå (Yue).
Hårfärg: Silvergrå (Yukito), silver (Yue).
Yukito är Toyas bästa vän och är en glad och trevlig kille. Han är även en bra fotbollsspelare och Sakura har varit kär i honom. Yukito är dock tillsammans med Toya, eller åtminstone troligtvis kär i. Han går på samma skola som Toya och är också ganska populär bland tjejer. 
I slutet av den andra säsongen visar det sig att Yukito är månväktaren Yue, och den sista domen utspelar sig mellan Yue och Sakura på Tokyo-tornet. Yue skiljer sig mycket från Yukito eftersom han själv är ganska känslokall och ogillande mot det mesta. Yue är skapad av Clow Reed som domaren och sägs vara mycket fäst vid sin forna mästare och är skeptisk mot att låta sig få en ny.
Yukito älskar mat och äter mycket, vilket delvis också beror på all den energi som Yue drar från honom, speciellt i den tredje säsongens mitt. Toya är orolig för att Yukito ska försvinna och ger honom sin magiska energi i mitten av den tredje säsongen, vilket gör så att han förlorar sin förmåga att kunna se spöken.
"Tsuki" betyder måne, och "shiro" sken, alltså betyder hans efternamn månsken. Yukito betyder snökanin.
- Meilin Li

Ögonfärg: Typ Orange.
Hårfärg: Mörkmörkblå/svart.
Meilin dyker upp i slutet av episod 19, men introduceras först i episod 20, då hon blir ny i klassen. Hon är precis som Shaoran en utbytesstudent från Hongkong. Shaoran och Meilin är kusiner, det är därför de båda heter Li i efternamn. De är också trolovade (Meilin fick Shaoran att lova det när det var små). Meilin lämnar Japan igen i episod 43, och försvinner då från serien. Men hon dyker upp i episod 60, då Shaoran bryter deras förlovning. Han har förstått att han är kär i Sakura och vill inte säga det till Sakura förrän han pratat med Meiling.
Meiling är extremt avundsjuk på Sakura i början och tävlar med henne hela tiden och blir (delvis därför) Shaorans kompanjon. Hon har inga magiska krafter, så hon kan inte göra så mycket. Men ibland är hon till nytta, exempelvis i episod 20 och 43. Hon är väldigt bra på kampsport, precis som Shaoran.
- Kaho Mizuki

Ögonfärg: Rödbrun.
Hårfärg: Rödbrun.
Kaho dyker upp runt episod 25, och blir mattevikarie för Sakuras klass. Hon har definitivt magiska krafter och hjälpte dem ut ur MAZE-kortet (i animen). Sakura tycker om henne mycket men Shaoran är misstänksam. Kaho är dotter till ägaren av det lokala templet, och hjälper Sakura och Li ibland. Hon har varit Toyas lärare, och Toya känner hennes röst inom sig ibland. Toya har sagt att han gillar henne, och hon gillade honom också.
- Eriol Hiragizawa

Ögonfärg: Mörkblå.
Hårfärg: Mörkblå.
Eriol är egentligen ett minne av Clow Reed, och dyker upp i den tredje säsongen. Då ska Sakura göra om alla korten, men det är farligt att göra det utan att vara i en pressad situation. Så han förtrollar saker och människor där Sakura är så hon måste göra om alla korten.
I näst sista animeavsnittet försätter han hela Tomoeda i sömn, och Sakura måste omvandla de sista korten. Sedan blir han "snäll" och förklarar allt över en tebjudning i sitt stora hus.
Shaoran gillar först inte Eriol för han är bra på en massa saker och Sakura är kompis med honom. Plus att Eriol är ganska mystisk.
- Spinel Sun/Suppi

Ögonfärg: Ljus blå, eller turkos.
Pälsfärg: Marinblå.
Spinel sun ser ut som en liten katt, men en Panter med rustning och fjärilsvingar i sin fulla skepnad. Han läser för det mesta, men ibland kollar han vad som pågår. Han är "allergisk" mot sötsaker, om han äter det vill han bara ha mer och mer, vilket gör honom till en stor fiende till Kero.
- Akizuki Nakuro/Ruby Moon

Ögonfärg:Bruna, men Röd/ rosa i sin sanna skepnad. 
Hårfärg: Brunt, rött. 
Akizuki är vän och med hjälpare till Eriol och Spinel sun. Precis som Suppi får hon fjärilsvingar i sin sanna skepnad, men är mycket gladare och ivrig. Hon uppehåller Toya, eftersom han vill ge Yue sina krafter. Hon är för det mesta glad och trevlig, och går i Sakuras skola.

## Clowkorten
Clowkorten skapades av den store trollkarlen Clow Reed. Korten var skapade för olika uppgifter, vissa mer nödvändiga än andra. I den tredje säsongen får Sakura använda kraften från sin egen stjärna för att göra Clowkorten till Sakurakort. Sakurakorten är identiska med Clowkorten, men förlitar sig på Sakuras magiska energi istället för Clow Reeds. Denna förvandling var nödvändig för att korten inte skulle förlora all sin energi.
Dessa sex kort är de allra viktigaste i arken;
- Windy - Vind
- Watery - Vatten
- Earthy - Jord
- Fiery - Eld
- Light - Ljus
- Dark - Mörker

I mangan fanns det bara drygt 20 kort, men i animen fanns det 52 kort, plus ett kort som Sakura fick skapa själv, i slutet av den tredje säsongen och som sedan förenats med det förseglade kortet i den andra filmen.
De flesta kort har Sakura fångat, men en del kort som Storm (storm) och Time (tid) fångades av Shaoran, men i slutändan tillhör alla korten Sakura själv.